# Humlekløver
Humlekløver eller Humle-kløver (Trifolium aureum), også stor humle kløver eller guldkløver, er en art af blomstrende planter i ærteblomst-familien, hjemmehørende i store dele af Eurasien.
Humlekløver er en lille opretstående urteagtig toårig plante, der vokser til 10-30 cm høj. Som alle kløvere har den blade opdelt i tre fastsiddende småblade, hver 15-25 mm lang og 6–9 mm bred. Dens gule blomster er arrangeret i små, aflange runde blomsterstande 12-20 mm diameter, placeret for enden af stilken. Når de ældes, bliver blomsterne brune og papirlignende. Frugten er en bælg, der normalt indeholder to frø.
Den nært beslægtede gul kløver (Trifolium campestre) er en lignende, men kortere, udbredt art med mindre blade og blomster.

## Udbredelse
Humlekløver er hjemmehørende i hele Europa (i Rusland omfatter dette ikke-europæiske Nordkaukasus og det vestlige Sibirien; i Spanien kun i den nordøstlige del; og i den europæiske del af Ukraine inkluderer dette Krim); det vestlige og nordlige Asien og Mellemøsten (i Armenien; Aserbajdsjan; Georgien; det nordlige Iran; Libanon; og Tyrkiet); og Afrika (begrænset til De Kanariske Øer).
Den er er bredt naturaliseret i Nordamerika; det blev først introduceret til USA (via Pennsylvania) i 1800,  hvor den nu findes i de vestlige (så langt nordligere som Alaska ) og østlige regioner af landet, men ikke i midten eller meget i de sydlige stater. Det findes også nu i Canada i alle dets sydlige provinser (med en mulig undtagelse er Manitoba).
Humlekløvers nordvestgrænse går gennem Danmark, og den er regnet som en truet art på den danske rødliste.